# یاسر محمود
یاسر محمود (انگلیسی: Yasser Mahmoud؛ زادهٔ ۱۹۶۴) بازیکن هندبال اهل مصر بود.